# Fernando Acevedo
Fernando Acevedo Portugues (ur. 26 lipca 1946 w Limie, zm. 29 stycznia 2024) – lekkoatleta z Peru, sprinter.
Startował na igrzyskach w Meksyku w biegu na 200 mężczyzn (odpadł w półfinale) i igrzyskach w Monachium, w biegu na 400 metrów (odpadł w eliminacjach).  
Zdobywca brązowego medalu w biegu na 400 metrów na Igrzyskach panamerykańskich w 1971 w Cali (na 200 metrów był 4.). 
Siedmiokrotnie stawał na podium igrzysk im. Simóna Bolívara w konkurencjach indywidualnych (6 złotych i 1 srebrny medal). 
Podczas mistrzostw Ameryki Południowej indywidualnie zdobył 5 medali (2 złote, 2 srebrne i 1 brązowy).
Po zakończeniu kariery sportowej był trenerem przygotowania fizycznego w klubie Alianza Lima, a także pracował w Stowarzyszeniu Zawodowym Sędziów (Asociación Profesional de Árbitros).

## Rekordy życiowe
- bieg na 100 metrów – 10,43 (1977) do 2014 rekord Peru
- bieg na 200 metrów – 20,69 (1971) do 2016 rekord Peru
- bieg na 400 metrów – 45,30 (1971) rekord Peru
- bieg na 50 metrów – 5,6 (1978) rekord Peru[6]
- bieg na 60 metrów – 6,83 (1978) rekord Peru